# وادي اجران (البريمي)
وادي اجران منطقة سكنية تقع بالقرب من منطقة الفياض ولاية البريمي، التابعة لمحافظة البريمي في سلطنة عمان. يقدر عدد سكانها بـ 180 نسمة حسب إحصاء عام 2010 التابع للمركز الوطني للإحصاء والمعلومات الحكومي. رمز المنطقة هو 40120469.

سكان وادي اجران هم عدة عشائر من قبيلة الشوامس 
1-الحواتم ( ومنهم عبدالله بن سلطان  وعلي بن حمد وسعيد بن سالم واخريين....
2- ولاد ضاوي 
3- الكليبات 
سكان وادي اجران يرتبطون ارتباط وثيق بسكان واسط في وادي الجزي ويجمهم القرابة والنسب حيث يفصل بين واسط وادي اجران وبلدة واسط جبال بسيطه حيث كان الناس يتزاورن عبر عبور طرق جبلية 

توجد حضارة قديمة تم اكتشافها في وادي اجران حيث وجد على مدافن ومقابر قديمة تعود الى ما قبل الميلاد 
كانت وادي اجران حصن منيع ضد الغزاة وكانت تدين بالولاء الى ابناء العم في وادي الجزي وشيوخ الشوامس والنعيم في حماسة والبريمي

## الوصلات الخارجية
- المركز الوطني للإحصاء والمعلومات، سلطنة عمان